# Жгув (місто)
Жгув (пол. Rzgów) — місто в центральній Польщі, на річці Нер. Належить до Лодзького-Східного повіту Лодзького воєводства.

## Демографія
Демографічна структура станом на 31 березня 2011 року:
|          | Загалом | Допрацездатний вік | Працездатний вік | Постпрацездатний вік |
| -------- | ------- | ------------------ | ---------------- | -------------------- |
| Чоловіки | 1626    | 340                | 1115             | 171                  |
| Жінки    | 1750    | 285                | 1047             | 418                  |
| Разом    | 3376    | 625                | 2162             | 589                  |